# Robert Holubetz
Robert Holubetz (* 29. Oktober 1880 in Gablonz, Böhmen; † im 20. Jahrhundert) war ein Designer des Wiener Jugendstils, der besonders für seine Arbeiten in Glas bekannt ist.
Holubetz besuchte die Fachschule in seiner Heimatstadt, einem Zentrum des Kunstgewerbes, und studierte 1898–1902 bei Friedrich  Linke und Kolo Moser an der Wiener Kunstgewerbeschule. Holubetz gilt als einer der bedeutendsten Schüler Mosers. Seine formstrengen Glaswaren werden von dem Wiener Glasverleger Bakalowits in Auftrag gegeben und in der Regel von der Firma Joh. Loetz Witwe ausgeführt.